# بين بلير
بين بلير (بالإنجليزية: Ben Blair)‏ هو لاعب اتحاد الرغبي نيوزلندي، ولد في 26 مارس 1979 في نيوزيلندا.

## وصلات خارجية
- بين بلير عل موقع إسبنسكروم (الإنجليزية)
- بين بلير على موقع ItsRugby.co.uk (الإنجليزية)